# Šporn
Šporn je priimek več znanih Slovencev:
- Aleš Šporn, športni delavec
- Andrej Šporn (*1981), alpski smučar
- Janez Šporn (1934—2013), numizmatik
- Jon Šporn (*1997), nogometaš
- Stanislav (Stane) Šporn (1904—1944), atlet maratonec